# 托爾豪斯 (加利福尼亞州)
托爾豪斯（英語：Tollhouse）是位於美國加利福尼亞州弗雷斯諾縣的一個非建制地區。該地的面積和人口皆未知。

## 地理
托爾豪斯的座標為37°01′08″N 119°23′57″W / 37.01889°N 119.39917°W，而該地的平均海拔高度為585米（即1919英尺）。